# Jaskinia Ewy
Jaskinia Ewy – krasowa jaskinia znajdująca się na Wyżynie Wieluńskiej w otulinie Załęczańskiego Parku Krajobrazowego. Jaskinia została uznana w 1998 r. za pomnik przyrody.
Położona jest we wsi Draby (gmina Działoszyn, powiat pajęczański), po wschodniej stronie drogi, w zachodniej części szczytu Góry Draby (230 m n.p.m.).

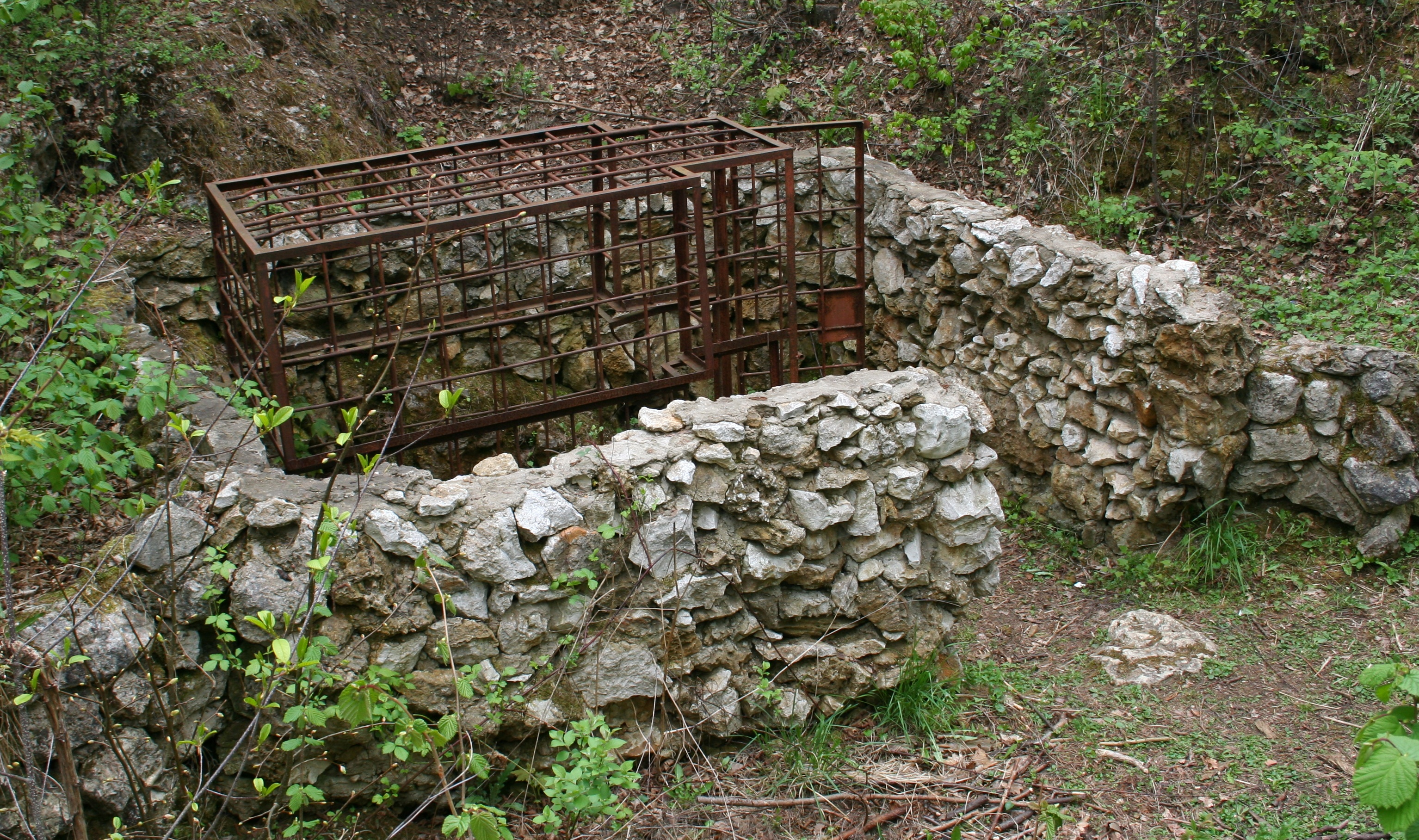
Wejście do jaskini

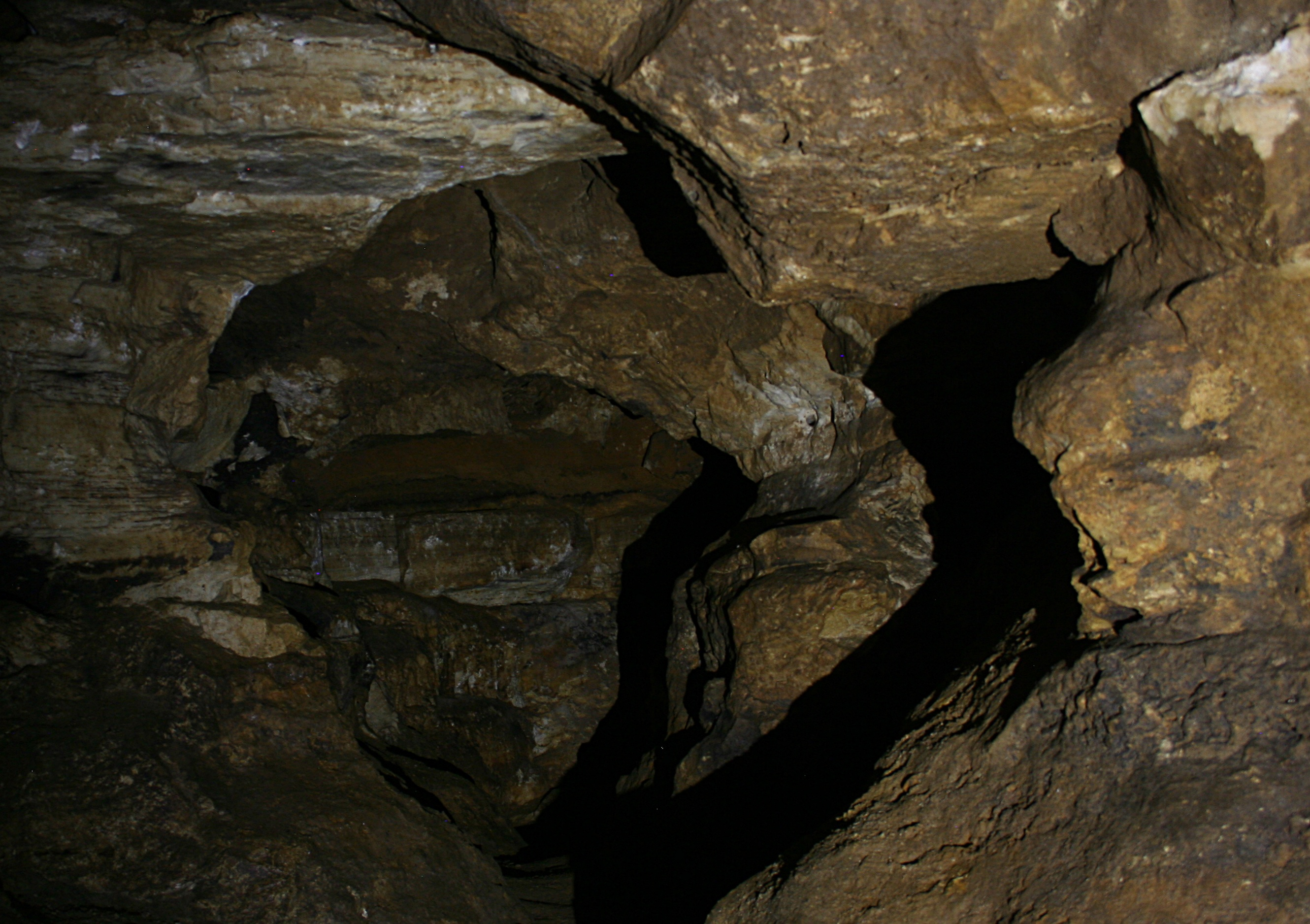
Początek korytarza

Jaskinia została odsłonięta podczas eksploatacji wapienia. Pierwszą wzmiankę o niej podał w 1974 roku geolog z Uniwersytetu Wrocławskiego, Adam Szynkiewicz, który na cześć swojej żony nazwał ją imieniem „Ewa”. Jaskinia jest własnością prywatną rodziny Drabów (Draby nr 15).
W wyniku eksploracji i badań naukowych jaskini w latach 70. XX wieku odnaleziono szczątki drobnych zwierząt lądowych z pliocenu; jest to tzw. brekcja kostna, czyli zespolone kalcytem zwierzęce szczątki kostne.
Pod koniec lat 80. jaskinię przystosowano do zwiedzania – studnię wejściową obmurowano oraz osłonięto metalową klatką. Całość przykryła wiata z drewnianym zadaszeniem. W studni zainstalowano też metalową drabinkę. Przez kilka lat możliwe było zwiedzanie jaskini z przewodnikiem, lecz obecnie jaskinia jest zamknięta, osłaniająca wejście wiata została rozebrana, a konstrukcje metalowe rdzewieją.
Poprzez pionową studnię krasową o głębokości ok. 8 metrów przechodzi się do wnętrza Jaskini Ewy. Długość korytarzy jaskini wynosi 55 m. Jaskinia powstała w jurajskiej skale wapiennej, w wyniku długotrwałego działania procesów krasowych. Wnętrze jaskini i szata naciekowa zostały poważnie zdewastowane.
W pobliżu jaskini, na zboczach góry Draby, znajdują się wyrobiska kamieniołomu, który także został uznany za pomnik przyrody.

## Podstawa prawna
- Rozporządzenie Wojewody Sieradzkiego z dnia 3 lutego 1998 r. w sprawie uznania za pomnik przyrody[4]